# Steve McCarthy
Steve McCarthy (* 3. Februar 1981 in Trail, British Columbia) ist ein ehemaliger kanadischer Eishockeyspieler und derzeitiger -trainer. Der Verteidiger bestritt zwischen 1999 und 2008 über 300 Partien für die Chicago Blackhawks, Vancouver Canucks und Atlanta Thrashers in der National Hockey League (NHL), verbrachte jedoch etwa die Hälfte seiner Karriere in nordamerikanischen Minor Leagues und in Europa. Seit September 2021 ist er als Assistenztrainer bei den Columbus Blue Jackets in der NHL tätig.

## Karriere
McCarthy begann seine Karriere als Eishockeyspieler in der Western Hockey League (WHL), in der er von 1996 bis 2000 für die Edmonton Ice, die 1998 nach Cranbrook umgezogen waren, aktiv war. Mit dem in Kootenay Ice umbenannten Franchise gewann er in der Saison 1999/2000 den President’s Cup als WHL-Meister. In dieser Zeit war er im NHL Entry Draft 1999 in der ersten Runde als insgesamt 23. Spieler von den Chicago Blackhawks aus der National Hockey League (NHL) ausgewählt worden.

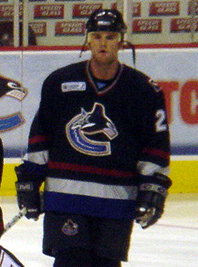
McCarthy im Trikot der Vancouver Canucks (2005)

Für die Blackhawks hatte der Verteidiger bereits zu Beginn der Saison 1999/2000 sein Debüt in der NHL gegeben, wobei er in fünf Spielen ein Tor erzielte und eine Vorlage gab, war dann aber wieder zu den Ice in die WHL geschickt worden. In den vier Jahren, in denen der Verteidiger ab der Spielzeit 2000/01 für die Blackhawks auflief, kam er zudem für deren Farmteam, die Norfolk Admirals aus der American Hockey League (AHL), zu Einsätzen. Während des Lockouts in der NHL-Saison 2004/05 pausierte der Linksschütze mit dem Eishockey. Vor Wiederaufnahme des Spielbetriebs in der NHL im August 2005 wurde McCarthy für ein Drittrunden-Wahlrecht im NHL Entry Draft 2007 an die Vancouver Canucks abgegeben, die er gegen Ende der Saison 2005/06 bereits wieder verließ. Die folgenden zweieinhalb Spielzeiten stand der Kanadier für die Atlanta Thrashers auf dem Eis, die ihn für ein Viertrunden-Wahlrecht im Draft 2007 von Vancouver erworben hatten, ehe er im Sommer 2008 zum damaligen russischen Meister Salawat Julajew Ufa in die neu gegründete Kontinentale Hockey-Liga (KHL) wechselte. Nach einem Jahr in Europa kehrte er in die NHL zurück, wo er von den Anaheim Ducks verpflichtet wurde. Diese transferierten ihn noch vor Saisonstart zu seinem Ex-Team, den Atlanta Thrashers. Die Saison 2009/10 verbrachte der Verteidiger bei deren Farmteam, den Chicago Wolves, in der American Hockey League.
Im Anschluss erhielt der Kanadier einen Kontrakt bei TPS Turku in der finnischen SM-liiga. Im Oktober 2011 wurde der Kanadier nach einem Try-Out von den ZSC Lions aus der Schweizer National League A (NLA) verpflichtet. Nach zehn Spielen verlängerten die Lions Anfang November 2011 den Vertrag mit McCarthy bis zum Saisonende 2011/12. Am 17. April 2012 erzielte er 2,5 Sekunden vor Ende des siebten Spiels des Schweizer Playoff-Finals gegen den SC Bern den 2:1-Siegestreffer für die ZSC Lions. Nachdem sein Arbeitspapier im Sommer 2012 nicht verlängert worden war, kehrte McCarthy nach Nordamerika zurück und schloss sich den Abbotsford Heat aus der AHL an. Im Januar 2013 wurde der Kanadier erneut von den ZSC Lions unter Vertrag genommen, mit denen er am Ende der Saison 2013/14 erneut die Schweizer Meisterschaft gewann. Anschließend kehrte er abermals nach Nordamerika zurück und ließ seine Karriere zwischen 2014 und 2016 bei den Springfield Falcons, Iowa Wild und Lake Erie Monsters in der AHL sowie bei den Kalamazoo Wings in der ECHL ausklingen.
Den Lake Erie Monsters, die fortan als Cleveland Monsters firmierten, blieb er in der Folge als Assistenztrainer erhalten. Diese Position sollte er fünf Jahre lang innehaben, bevor er im September 2021 innerhalb der Organisation zum Assistenten von Brad Larsen bei den Columbus Blue Jackets aus der NHL aufstieg. Er trat dabei die Nachfolge von Sylvain Lefebvre an, der aufgrund seiner Verweigerung einer Impfung gegen COVID-19 nicht am Spielbetrieb teilnehmen konnte.

### International
Für sein Heimatland nahm McCarthy mit der kanadischen U20-Nationalmannschaft an den U20-Junioren-Weltmeisterschaften 2000 in Schweden und 2001 in Russland teil. Bei beiden Teilnahmen gewann er mit dem Team jeweils die Bronzemedaille, wobei er die Mannschaft im Jahr 2001 als Mannschaftskapitän anführte. In 14 Spielen bei U20-Weltmeisterschaften sammelte der Verteidiger vier Scorerpunkte, darunter ein Tor.

## Erfolge und Auszeichnungen
| - 1997 BCHL Interior Best Defenseman - 1999 Teilnahme am CHL Top Prospects Game - 2000 President’s-Cup-Gewinn mit den Kootenay Ice | - 2000 WHL East First All-Star Team - 2012 Schweizer Meister mit den ZSC Lions - 2014 Schweizer Meister mit den ZSC Lions |

### International
- 2000 Bronzemedaille bei der U20-Junioren-Weltmeisterschaft
- 2001 Bronzemedaille bei der U20-Junioren-Weltmeisterschaft

## Karrierestatistik

### International
Vertrat Kanada bei:
- U20-Junioren-Weltmeisterschaft 2000
- U20-Junioren-Weltmeisterschaft 2001

(Legende zur Spielerstatistik: Sp oder GP = absolvierte Spiele; T oder G = erzielte Tore; V oder A = erzielte Assists; Pkt oder Pts = erzielte Scorerpunkte; SM oder PIM = erhaltene Strafminuten; +/− = Plus/Minus-Bilanz; PP = erzielte Überzahltore; SH = erzielte Unterzahltore; GW = erzielte Siegtore; 1 Play-downs/Relegation; Kursiv: Statistik nicht vollständig)